# Родригес Гарсия, Серхио
Се́рхио Родри́гес Гарси́я (Ро́дри) (исп. Sergio Rodríguez García (Rodri); род. 17 августа 1984, Матаро, Каталония) — испанский футболист, защитник.

## Карьера
Воспитанник клуба «Барселона». В течение двух сезонов 2007/08 и 2008/09 был пять раз арендован разными клубами. За основной состав «Барселоны» дебютировал 11 декабря 2004 года, выйдя на 2 минуты. «Барселона» выиграла у «Альбасете» 2:1. В том сезоне Серхио Родригес в основном играл за «Барселону Б».
Летом 2006 года перешёл в «Депортиво Ла-Корунья». Не сумел закрепиться в основе и отправился в январе 2007 года в аренду в «Альмерию». В сезоне 2007/08 он был отдан в аренду «Маритиму», однако, не сыграв за него ни одного официального матча, вернулся в «Депортиво», откуда отправился в аренду в клуб испанской Сегунды «Саламанка».
В конце июля 2009 года перешёл в «Эркулес», подписав контракт по схеме 1+1. В первом же сезоне он стал основным игроком и сыграл один из лучших сезонов в своей карьере, забил в 38 играх 4 мяча, а его клуб вышел в Примеру, спустя 13 лет.

### «Спартак» (Москва)
2 марта 2011 года появилась информация о переходе Серхио Родригеса в московский «Спартак». Сумма трансфера, по некоторым данным, составляет 400 000 евро. Накануне, в среду вечером, футболист не был включён в заявку на матч чемпионата Испании против «Вильярреала». В сезоне 2010/11 Серхио сыграл 13 матчей за «Эркулес».
3 марта 2011 года Серхио Родригес отправился на медобследование в Германию, после которого должен был быть подписан контракт сроком на 1,5 года.
Сам футболист, комментируя свой переход, сказал:

Период выступления за «Эркулес» получился очень хорошим. Конечно, хотелось бы почаще выходить в основе. Но я никогда не забуду этот этап моей карьеры, я смог насладиться выступлением в примере. Надеюсь, что в «Спартаке» продолжу прогрессировать, что все сложится хорошо. Переговоры по трансферу прошли очень быстро. Клуб мне очень помог в этом вопросе, за что я благодарен руководству. Для меня переход в московскую команду — большая возможность. Мечтал выступать за клуб такого уровня, как «Спартак».
— Серхио Родригес Гарсия
За новый клуб дебютировал 14 марта 2011 года на выезде в матче против «Ростова». «Спартак» проиграл 0:4, Серхио провёл на поле все 90 минут. 18 июня Родри забил первый мяч за клуб, поразив ворота московского «Локомотива».
Руководство «Спартака» отказалось продлевать контракт из-за неудовлетворительной игры, Серхио покинул клуб в трансферное окно лета 2012 года в статусе свободного агента. По данным сайта трансферная стоимость футболиста оценивается в 800 тысяч евро.

### «Райо Вальекано»
31 августа 2012 года Серхио Родригес подписал контракт с клубом «Райо Вальекано». За новую команду дебютировал 21 октября 2012 года в матче против «Эспаньола».
24 ноября в матче против «Мальорки» получил разрыв ахиллова сухожилия, выбыв до конца сезона.

### «Эйпен»
24 января 2014 года Родри подписал контракт с «Эйпеном», клубом второго бельгийского дивизиона.

## Достижения
Барселона
- Победитель Лиги чемпионов: 2005/06
- Обладатель Суперкубка Испании: 2005
- Чемпион Испании (2): 2004/05, 2005/06

Спартак (Москва)
- Серебряный призёр чемпионата России: 2011/12